# La Rançon de la gloire (film, 2014)
Pour les articles homonymes, voir La Rançon de la gloire.
Pour plus de détails, voir Fiche technique et Distribution.
La Rançon de la gloire est une comédie dramatique française coécrite et réalisée par Xavier Beauvois, sortie en 2014.
Le film est présenté en sélection officielle au festival international du film de Venise en 2014.

## Synopsis
À la veille de Noël 1977, dans le canton de Vaud en Suisse , Eddy, petit délinquant belge sans grande envergure, vient de sortir de prison. Il est hébergé par son ami Osman, un émigré algérien en butte à des difficultés financières car sa femme effectue un séjour hospitalier qui lui coûte très cher.
Eddy, qui passe son temps devant la télévision avec Samira, la fille d'Osman, apprend la mort de Charlie Chaplin et son enterrement dans la région. Le malfrat élabore  un plan qu'il soumet à son ami : voler le cercueil du célèbre et riche défunt afin de demander une rançon à la famille. Osman, après avoir longtemps hésité, finit par accepter. Mal équipés, mal préparés, ils finiront par se faire prendre par la police.
Le film s'inspire d'un fait divers survenu en mars 1978 dans lequel deux mécaniciens automobile immigrés, le Polonais Roman Wardas et le Bulgare Gantscho Ganey, avaient bien subtilisé le cercueil et le corps du célèbre acteur et réalisateur,.

## Fiche technique
- Titre : La Rançon de la gloire
- Réalisation : Xavier Beauvois

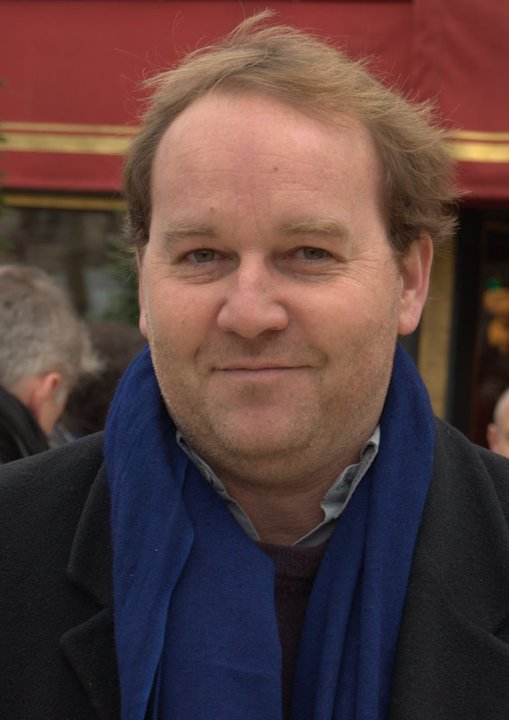
Xavier Beauvois

- Scénario : Xavier Beauvois et Étienne Comar
- Costumes : Françoise Nicolet
- Montage : Marie-Julie Maille
- Musique : Michel Legrand
- Photographie : Caroline Champetier
- Son : Jean-Jacques Ferran
- Production : Pascal Caucheteux, Pauline Gygax, Max Karli
- Sociétés de production :  Why Not Productions, Arches Films, les Films du Fleuve, Rita Productions
- Sociétés de distribution : Wild Bunch (France)
- Pays de production :  France
- Langue originale : français
- Genre : comédie dramatique
- Durée : 114 minutes
- Dates de sortie :
  - Italie : 28 août 2014 (Mostra de Venise 2014)
  - France : 7 janvier 2015

## Distribution
- Benoît Poelvoorde : Eddy Ricaart
- Roschdy Zem : Osman Bricha

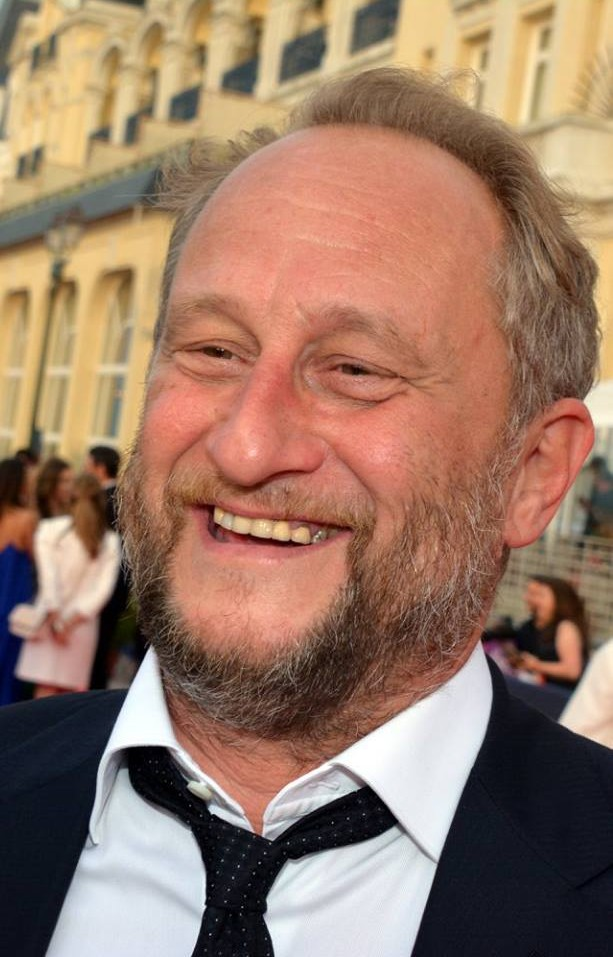
Benoit Poelvoorde

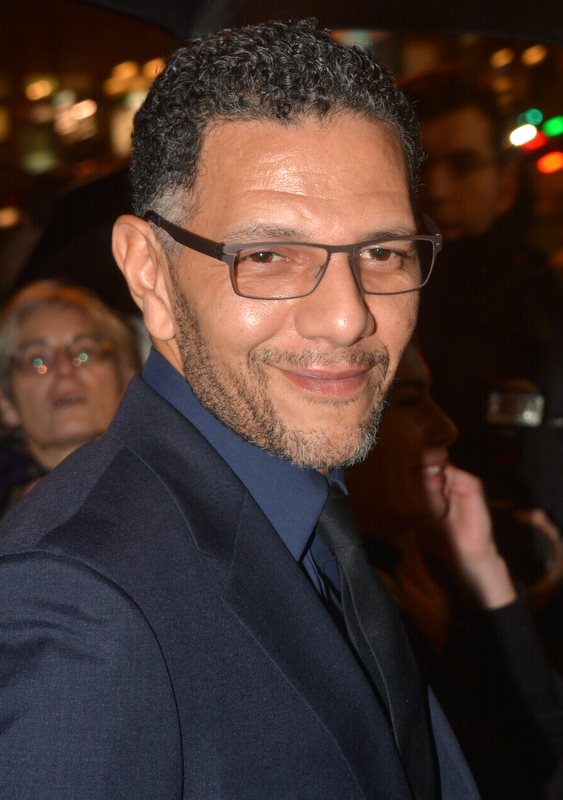
Roschdy Zem

- Séli Gmach : Samira, la fille d'Osman et de Noor
- Nadine Labaki : Noor, la femme d'Osman
- Peter Coyote : John Crooker
- Chiara Mastroianni : Rosa
- Xavier Maly : l'inspecteur Maltaverne
- Louis-Do de Lencquesaing : l'avocat
- Philippe Laudenbach : le procureur
- Marilyne Canto : la secrétaire médicale
- Eugène Chaplin : l'intendant du cirque
- Dolores Chaplin : mademoiselle Chaplin
- Arthur Beauvois : le jeune inspecteur
- Roland Noirjean : le clown Rolli
- Vincent Aubert : le banquier
- Adel Bencherif : le collègue d'Osman
- Olivier Rabourdin : le médecin
- Xavier Beauvois : le Monsieur Loyal

## Accueil

### Accueil critique
Le critique de cinéma, Christophe Foltzer indique sur le site écran large qu'il a rapidement « déchanté » car même si selon lui, le film  promettait énormément sur le papier avec un bon réalisateur et d'excellents comédiens, « le miracle ne se produit jamais ».

## Distinctions

### Nominations et sélections
- Festival du film de Telluride 2014
- Festival international du film de Venise 2014 : sélection officielle

## Autour du film
- Il s'agit de la troisième collaboration de Roschdy Zem avec Xavier Beauvois, après N'oublie pas que tu vas mourir en 1995 et Le Petit lieutenant en 2005. C'est en revanche la toute première avec Benoît Poelvoorde, l'autre « héros » du film, qui fait donc ici son entrée dans l'univers du réalisateur.

- Eugène Chaplin, cinquième enfant de Charlie Chaplin et de son épouse Oona O'Neill, malgré le fait qu'il ne soit pas acteur, a accepté de jouer un rôle dans ce film qui relate l'enlèvement du corps de son père[6].